# Jasiołka
Jasiołka este o arie protejată (sit de importanță comunitară — SCI) din Polonia întinsă pe o suprafață de 686,73 ha, integral pe uscat.

## Localizare
Centrul sitului Jasiołka este situat la coordonatele 49°35′09″N 21°41′47″E / 49.5857°N 21.6963°E.

## Înființare
Situl Jasiołka a fost declarat sit de importanță comunitară în martie 2007 pentru a proteja 4 specii de animale.

## Biodiversitate
Situată în ecoregiunile alpină și continentală, aria protejată conține 7 habitate naturale: Lacuri eutrofice naturale cu vegetație de tip Magnopotamion sau Hydrocharition, Râuri de munte și vegetația erbacee de pe malurile acestora, Râuri de munte și vegetația lor lemnoasă cu Myricaria germanica, Liziere de ierburi înalte hidrofile de câmpie și de nivel montan până la alpin, Fânețe de joasă altitudine (Alopecurus pratensis, Sanguisorba officinalis), Păduri de stejar și carpen Galio-Carpinetum, Păduri aluvionare cu Alnus glutinosa și Fraxinus excelsior (Alno-Padion, Alnion incanae, Salicion albae).
La baza desemnării sitului se află mai multe specii protejate:
- amfibieni (1): izvoraș-cu-burta-galbenă (Bombina variegata)
- mamifere (1): castor (Castor fiber)
- nevertebrate (1): Unio crassus
- pești (1): Barbus carpathicus